# ليوبوف يغوروفا
ليوبوف يغوروفا (Lyubov Yegorova) (الروسية: Любо́вь Ива́новна Его́рова) هي لاعبة أولمبية لرياضة تزلج ريفي من روسيا. شاركت في الأولمبياد الشتوي في 1992–1994، وفازت بما مجموعه 9 ميداليات.

## الميداليات
| ذهب | فضة | برونز | المجموع |
| 6   | 3   | 0     | 9       |

## روابط خارجية
- ليوبوف يغوروفا على موقع IMDb (الإنجليزية)
- ليوبوف يغوروفا على موقع الموسوعة البريطانية (الإنجليزية)
- ليوبوف يغوروفا على موقع الاتحاد الدولي للتزلج (التزلج الريفي) (الإنجليزية)
- ليوبوف يغوروفا على موقع أوليمبيديا (الإنجليزية)